# Овад Ярослав
Овад Ярослав (9 листопада 1920, Львів — 24 липня 2003) — громадський діяч, хорунжий 14 гренадерської дивізізії Ваффен СС «Галичина», автор спогадів «Бо війна війною…».

## Життєпис

Старшинський вишкіл у «Юнкершулє Брауншвайґ», зліва на право стоять: Степан Кукурудза, Ярослав Куницький, Вальтер Катаман, Ярослав Овад. Сидять: Михайло Палій, Остап Андрущакевич, Володимир Луців.
Осінь 1944

Народився у Львові 9 листопада 1920 року, в родині колишнього офіцера австрійської армії, який після війни працював державним службовцем у воєводстві. Мати походила зіСтарого Самбора. 
У 1939 році родина переселилася у Старий Самбір. Закінчив Академічну Ґімназію у Львові. Юнаком був членом Пласту. Під час німецької окупації працював в крайсландвірдшафті (районному господарському уряді) та у «Маслосоюзі» в Старому Самборі.
Влітку 1943 року записався до Львівської політехніки, але стати студентом не довелося, пішов добровольцем до дивізії «Галичина». Після початкового рекрутського вишколу в Гайделяґрі, у січні 1944 року був призначений до складу сотні почесної варти на похороні віце-губернатора Галичини Оттона Бауера у Львові. 
У лютому-березні 1944 року — в бойовій групі Баєрсдорфа. Після короткого побуту в Нойгаммері та приділення до 29-го полку 14 гренадерської дивізії Ваффен СС «Галичина», на початку квітня 1944 року виїхав на 3-місячний підстаршинський вишкіл в Ляуенбурґу на Помор'ї. Отримавши ранг хорунжого в березні 1945 році.
Перебуваючи рік в таборі полонених в Ріміні, він вивчив італійську і французьку мови. Втік з полону у 1946 році, проживав у Римі та працював бухгалтером невеликої фірми. Одружився 20 грудня 1946 року з Романою Сушко, дочкою полковника Романа Сушка. Згодом переїхав до Франції, де народилися дочки Христина і Ярослава. 5 грудня 1955 року прибув із сім'єю до США. Проживав у штаті Конектикут, а згодом Нью-Джерсі, працював інженером в радіо-електронній компанії, а згодом проектував трубопроводи для країн Близького Сходу.
Помер 24 липня 2003 року.